# De voerman des doods
De voerman des doods (Zweeds: Körkarlen) is een Zweedse horrorfilm uit 1921, die als een sleutelfilm wordt beschouwd in de geschiedenis van de Zweedse cinema. De film werd geregisseerd door Victor Sjöström en is gebaseerd op de gelijknamige roman van de Zweedse Nobelprijswinnares Selma Lagerlöf.

## Verhaal
Op oudejaarsavond ligt Heilssoldate Edit op sterven. Als laatste wens wil ze spreken met David Holm, een alcoholist die met twee vrienden op het kerkhof zit te drinken. Daar spreekt hij over zijn vriend Georges die hem vertelde over "de Voerman des Doods". Volgens een legende zou de laatste persoon die sterft op oudejaarsavond één jaar lang samen met de Dood de zielen van de overledenen moeten ophalen. Georges zelf stierf op oudejaarsavond van het voorgaand jaar.
Gustafsson komt naar David en tracht hem  vergeefs over te halen tot een bezoek aan Edit. Wanneer ook zijn vrienden hem willen overreden, breekt er een gevecht uit, waarin David per ongeluk wordt gedood op het ogenblik dat de klok middernacht slaat. Er verschijnt een rijtuig en de koetsier (voerman) maakt zichzelf bekend als Georges.
Op het moment dat de ziel van David diens lichaam verlaat, herinnert Georges hem eraan dat hij vroeger een gelukkig gezinsleven leidde met zijn vrouw Anna, voordat hij in het slechte gezelschap raakte van Georges en zijn andere vrienden. Hij herinnert David ook eraan dat hij precies één jaar geleden verzorgd werd door Edit en dat hij had beloofd haar op oudejaarsavond van het volgend jaar weer op te zoeken, zodat zij kon zien of haar gebeden voor hem waren verhoord.
Georges zegt David dat hij die belofte gestand moet doen en brengt hem in het rijtuig naar het huis van Edit. Tijdens een flashback wordt getoond hoe Edit David eenmaal vond in een bar met zijn vriend Gustafsson. Edit overreedde hem om naar een bijeenkomst van het Leger des Heils te gaan. Daar was ook Davids vrouw aanwezig. Edit probeerde het koppel weer bijeen te brengen. Eerst waren ze optimistisch, maar al snel dreef Davids alcoholprobleem hen beiden tot wanhoop. Op een nacht werd David agressief, toen Anna hun kinderen trachtte te behoeden voor de tuberculose van David. Ze sloot David op in de keuken, maar hij sloeg de deur kapot met een bijl.
Wanneer de voerman bij de kamer van Edit aankomt, smeekt zij hem om haar in leven te laten, totdat ze David terug kan zien. Zij denkt dat zij verantwoordelijk is voor zijn schuld, omdat ze het koppel weer heeft samengebracht. David is ontroerd. Hij kust haar hand en wanneer Edit zijn spijt ziet, kan ze in vrede sterven. Georges brengt David dan naar Anna, die van plan is zichzelf en haar kinderen van het leven te beroven. David smeekt Georges en God om hem tussenbeide te laten komen. Georges wekt hem weer tot leven. David en Anna vallen in elkaars armen.

## Rolverdeling
| Acteur          | Personage  |
| --------------- | ---------- |
| Victor Sjöström | David Holm |
| Hilda Borgström | Anna Holm  |
| Tore Svennberg  | Georges    |
| Astrid Holm     | Edit       |
| Tor Weijden     | Gustafsson |